# Reginaldo Polloni
Reginaldo Polloni (Lovere, 14 novembre 1916 – Lovere, 22 agosto 2004) è stato un canottiere italiano.

## Biografia
Nato nel 1916 a Lovere, in provincia di Bergamo, nel 1947 vinse l'argento nel quattro con agli Europei di Lucerna, insieme a Domenico Cambieri, Riccardo Cerutti, Francesco Gotti e Renato Macario, arrivando dietro solo alla Francia.
A 32 anni partecipò ai Giochi olimpici di Londra 1948, nel quattro con, sempre insieme a Domenico Cambieri, Riccardo Cerutti, Francesco Gotti e Renato Macario, passando le batterie con il tempo di 6'49"1 davanti all'Australia, i quarti di finale in 7'30"5 davanti alla Norvegia, ma uscendo in semifinale per mano della Svizzera con il tempo di 7'32"8.
Nel 1951 vinse un'altra medaglia agli Europei, l'oro nel quattro con a Mâcon, insieme a Domenico Cambieri, Guido Cristinelli, Angelo Ghidini e Francesco Gotti. Lo stesso vinse anche due medaglie d'oro alla prima edizione dei Giochi del Mediterraneo di Alessandria d'Egitto 1951, nel quattro con nell'otto con.
A 46 anni diventò padre di Sergio, poi diventato istruttore di alpinismo, morto nel 2019 durante un'arrampicata.
Morì nel 2004, a 88 anni.

## Palmarès
- Campionati europei di canottaggio

Lucerna 1947: argento nel quattro con
Mâcon 1951: oro nel quattro con
- Giochi del Mediterraneo
- Alessandria d'Egitto 1951: oro nel quattro con; oro nell'otto con